# William Curtis Shelly
Pour les articles homonymes, voir Shelly.
William Curtis Shelly (17 septembre 1878–13 août 1951) est un homme politique canadien de la Colombie-Britannique. Il est député provincial conservateur de la circonscription britanno-colombienne de Vancouver City de 1928 à 1933.
Il entre cabinet à titre de ministre des Finances,.

## Biographie
Né en Ontario, Shelly déménage à Vancouver afin d'étendre son entreprise de boulangerie. Connue sous le nom de Four-X bread, Shelly permet de faire de son entreprise un conglomérat nommé Canadian Bakeries Ltd. dans laquelle celle initiale est dissoute. Devenu vice-président de la nouvelle compagnie, il est également président de la Home Oil Co. Ltd., de la Canada Grain Export Co. Ltd., de la Guaranty Savings and Loan, de la Crescent Beach Development Co. Ltd., de la Grouse Mountain Highway and Scenic Resort Ltd. et de la Shelly Building. Shelly est aussi président du conseil des commissaires du Vancouver Park Board (en)
En tant que ministre des Finances, Shelly fait face à un déficit de 135 000 $ pour l'année fiscale 1929/1930. Il projette alors d'augmenter les revenues de la province afin de dégager un surplus. Malheureusement, les revenues ne sont pas au rendez-vous en raison du krach de 1929 et un nouveau déficit record de 4,8 millions de $ est atteint. Shelly est alors déchargé des Finances pour devenir président du Conseil exécutif en octobre 1930.
Avec la crise économique des années 1930, Shelly subit également de grandes pertes financière en raison de l'effondrement des actions de la Home Oil Co. Ltd.
Shelly meurt à Vancouver en août 1951 à l'âge de 72 ans.